# 平岡站
平岡站（日语：／ Hiraoka eki */?）是位於長野縣下伊那郡天龍村平岡1280番4號，東海旅客鐵道（JR東海）的飯田線車站。
此站是特急「伊那路」停車站。此站設有區間列車行走於此站與飯田、辰野方向。曾經此站設有前往長野和新宿方向的直通列車。

## 歷史
- 1936年（昭和11年）
  - 4月26日 - 三信鐵道（日语：三信鉄道）溫田站至此站之間開通，此站啟用。當時車站名為滿島站（日语：／）[1]。為一般車站。
  - 12月30日 - 三信鐵道此站至小和田站之間開通。
- 1943年（昭和18年）8月1日 - 三信鐵道被國有化，成為飯田線的一部分[2]。
- 1952年（昭和27年）11月15日 - 此站改名為平岡站[1]。
- 1984年（昭和59年）
  - 1月16日 - 除了專用線出發或到達的車載貨物外，其他貨運起卸業務終止。
  - 1月21日 - 結束車載貨起卸業務，為旅客車站。
- 1985年（昭和60年）3月14日 - 終止行李起卸業務。
- 1987年（昭和62年）4月1日 - 伴隨國鐵分割民營化，車站由東海旅客鐵道（JR東海）營運[2]。
- 1988年（昭和63年）11月1日 - 夜間沒有車站人員當值。
- 2001年（平成13年）4月2日 - 現時的車站大樓開始使用。
- 2012年（平成24年）4月1日 - JR全線售票處關閉，成為無人車站。
- 2013年（平成25年）
  - 9月 - 受到颱風萬宜影響，此站至天龍峽站之間暫停營業，使用巴士代行。
  - 10月10日 - 天龍峽站至此站之間重開。

## 車站構造

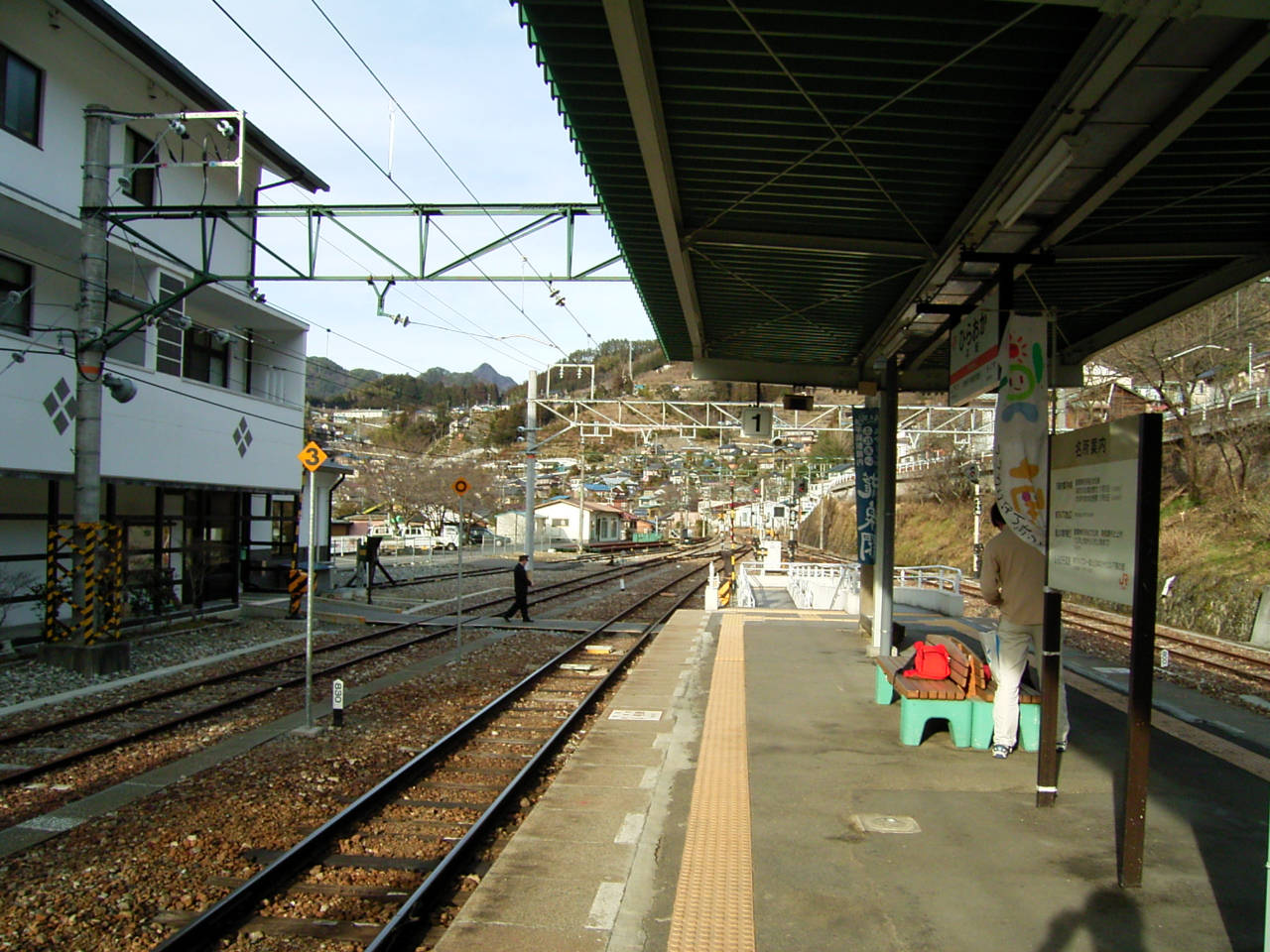
月台和車站大樓（2004年2月）

車站是一座地面車站，設有1面2線島式月台，兩月台靠近為為栗一方設有站內平交道。
此站由飯田站管理的無人車站。在2012年4月1日前，此站是業務委託車站，委托了東海交通事業負責車站業務（在夜間無人當值），當時此站設有JR全線售票處。
車站大樓內同時為溫泉、住宿設施「親睦站龍泉閣」。該處設有商店、當地物產店、當地推廣攤位和餐廳。

### 月台
| 月台 | 路線   | 上下行 | 方向               |
| ---- | ------ | ------ | ------------------ |
| 1    | 飯田線 | 下行   | 天龍峽、飯田方向   |
| 2    | 飯田線 | 上行   | 中部天龍、豐橋方向 |

## 使用狀況
根據「長野縣統計書」，以下為1日平均乘車人次列表：
| 年度 | 1日平均 乘車人次 |
| ---- | ---------------- |
| 2007 | 159              |
| 2009 | 106              |
| 2010 | 102              |
| 2011 | 89               |
| 2012 | 84               |
| 2013 | 73               |
| 2014 | 66               |
| 2015 | 68               |
| 2016 | 64               |
| 2017 | 69               |

## 車站周邊
車站位於天龍村的玄關口。從國道418號可前往遠山鄉（飯田市南信濃）。
- 天龍村公所
- 天龍村立天龍小學
- 天龍村立天龍中學
- 長野縣道1號飯田富山佐久間線（日语：長野県道・愛知県道・静岡県道1号飯田富山佐久間線）
- 飯田信用金庫（日语：飯田信用金庫）天龍分店
- 遠山的士有限公司
- 平岡水壩（日语：平岡ダム）[1]
- 天龍川

## 巴士路線
- 信南交通（日语：信南交通）巴士
  - 平岡～和田
- 天龍村營巴士（日语：天龍村営バス）
  - 平岡郵局～平岡站～大河內

## 相鄰車站
東海旅客鐵道（JR東海）
 飯田線
- 特急「伊那路」停車站

■快速（只有上行班次）
伊那小澤←平岡←為栗
■普通
鶯巢－平岡－為栗（※）－溫田
※部分普通列車通過為栗站和田本站。
- 在1951年（昭和26年）7月31日前，在此站與為栗站之間曾經設有遠山口站。

## 注腳
1. 1 2 3 4 5 6 7 8 9 10 11 12 13 14 15 16 17 18  信濃毎日新聞社出版部. . 信濃毎日新聞社. 2011-07-24: 232. ISBN 9784784071647.
2. 1 2  曾根悟（監修）. 朝日新聞出版分冊百科編集部（編集） , 编. . 週刊 歴史でめぐる鉄道全路線 国鉄・JR (朝日新聞出版). 2009-07-26, (3): 15–17 （日语）.
3. ↑  JR飯田線平岡駅、有人営業が終了　1日から無人駅に（日語） 的存檔，存档日期2012年4月3日，.，信濃毎日新聞，2012年4月1日，2012年4月26日參閲
4. 1 2  採用車站時間表的方向資訊。詳情參見JR東海官方網站的各站時間表 （页面存档备份，存于）（截至2015年1月）。
5. ↑   (PDF). 長野縣企画振興部情報政策課統計室.   [2019-03-15]. （原始内容 (PDF)存档于2019-03-25） （日语）.
6. ↑   (PDF). 長野縣企画振興部情報政策課統計室.   [2020-03-14]. （原始内容 (PDF)存档于2021-01-15） （日语）.

## 外部連結
- 親睦站龍泉閣（天龍村官方網站） （页面存档备份，存于）（日語）